# Malakoff (gastronomia)
Il malakoff è un alimento a base di formaggio fritto del canton Vaud, in Svizzera, tipico soprattutto nei paesi di Eysins, Begnins, Bursins, Luins e Vinzel.

## Etimologia e storia
Il malakoff prende il nome dalla battaglia tra francesi e russi del 1855, avvenuta nel più ampio contesto della guerra di Crimea. Si pensa infatti che, per nutrirsi, i soldati francesi impegnati nel conflitto cuocessero delle fette di formaggio in padella o su un fuoco. Nonostante ciò, questa risulta essere solo una leggenda: non esistono infatti veri resoconti che confermano tale versione. È invece più probabile che i malakoff vennero ideati tra il 1880 e il 1891 da Jules e Ida Larpin, una giovane coppia di Bursins che lavorava presso la villa di Napoleone Giuseppe Carlo Paolo Bonaparte a Prangins.